# Transformacija (genetika)
U molekularnoj biologiji transformacija je genetička promena ćelije koja proističe iz direktnog unosa, inkorporacije i ekspresije stranog genetičkog materijala iz njenog okruženja unesenog kroz ćelijsku membranu. Transformacija se javlja prirodno kod nekih vrsta bakterija, ali se isto tako može proizvesti veštačkim sredstvima u drugim ćelijama. Bakterije koje imaju sposobnost transformacije, bilo prirodno ili veštački, se nazivaju kompetentnim.
Transformacija je jedan od tri procesa kojim se spoljašnji genetički materijal može uvesti u bakterijsku ćeliju, druga dva su kougacija (transfer genetičkog materijala između dve bakterijske ćelije u direktnom kontaktu) i transdukcija (injekcija strane DNK bakteriofagnim virusom u bakterijski domaćin). „Transformacija“ se isto tako može koristiti za opisivanje unosa novog genetičkog materijala u nebakterijske ćelije, uključujući životinjske i biljne ćelije. Međutim, pošto "transformacija" ima specijalno značenje u kontekstu životinjskih ćelija, kod kojih indicira progresiju stanja kancera, termin se ređe koristi u smislu uvođenja stranog genetičkog materijala. Uvođenje strane DNK u eukariotske ćelije se obično naziva „transfekcija“.

## Spoljašnje veze
- Bakterijska transformacija